# Comunitat urbana Perpinyà Mediterrània Metròpoli

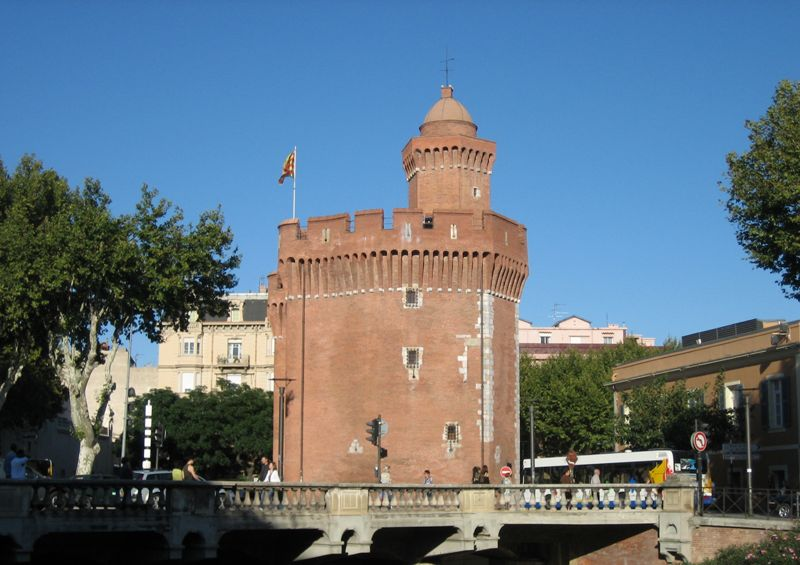
El Castellet de Perpinyà

La Comunitat urbana Perpinyà Mediterrània Metròpoli (Communauté urbaine Perpignan Méditerranée Métropole en francès) és una agrupació supramunicipal que correspon a allò que la legislació francesa defineix com a Établissement Public de Coopération Intercommunale (EPCI), els quals, regits pel codi general de col·lectivitats territorials, agrupen municipis que hagin decidit gestionar àrees de serveis en comú. Els EPCI s'han desenvolupat especialment després de la Llei Chevènement (juliol de 1999). Fins al 2015 s'anomenava Comunitat d'aglomeració de Perpinyà-Mediterrània

## Història
La Comunitat d'aglomeració de Perpinyà-Mediterrània es va crear el 31 de desembre de l'any 2000 en substitució de l'antiga Mancomunitat municipal Tet Mediterrània. Cinc anys després, el 31 de desembre del 2005, els municipis del Barcarès i de Torrelles de la Salanca van integrar-s'hi; el fet que el Barcarès sortís de la Mancomunitat municipal de la Salanca-Mediterrània va provocar moltes queixes davant d'alguns dels elegits. L'1 de gener del 2007, s'incorporaren a l'aglomeració Baixàs, Calce i Salelles 
Per altra banda, el desenvolupament d'una aglomeració que inclou vint-i-quatre municipis i que representa el 60% de la població de la Catalunya del Nord ha creat recel que no acabi significant la creació de fet -no pas de dret, evidentment- d'una estructura administrativa que actuï al marge de les del departament dels Pirineus Orientals, una mena de departament bis.
El 13 de setembre de 2010, la comunitat d'aglomeració de Perpinyà i la Mancomunitat municipal del Ribesaltes-Aglí-Manadell van votar a les seves respectives reunions per una fusió. La comunitat d'aglomeració Perpinyà Mediterrània va passar a estar composta per 36 municipis, amb prop de 280.000 habitants. Cabestany, que sempre s'havia negat a entrar a l'Aglomeració es va veure obligat per la llei a ingressar. Aquesta fusió va ser efectiva a partir de l'1 de gener de 2011.
L'1 de gener de 2016, la comunitat d'aglomeració es va convertir en una comunitat urbana i va canviar el seu nom a Perpinyà Mediterrània Metròpoli.

## Competències
Per poder dur a terme les seves accions, el pressupost de la comunitat urbana es finança amb l'impost únic d'empreses (TPU), recollit per empreses ubicades al perímetre de l'aglomeració.
La comunitat urbana gestiona diverses àrees d'intervenció, en cadascuna de les seves ciutats membres, que transfereixen les seves pròpies competències en els àmbits de transport, planificació, residus, aigua, música, habitatge i desenvolupament econòmic.

## Area metropolitana de Perpinyà

La comunitat fins al 2010

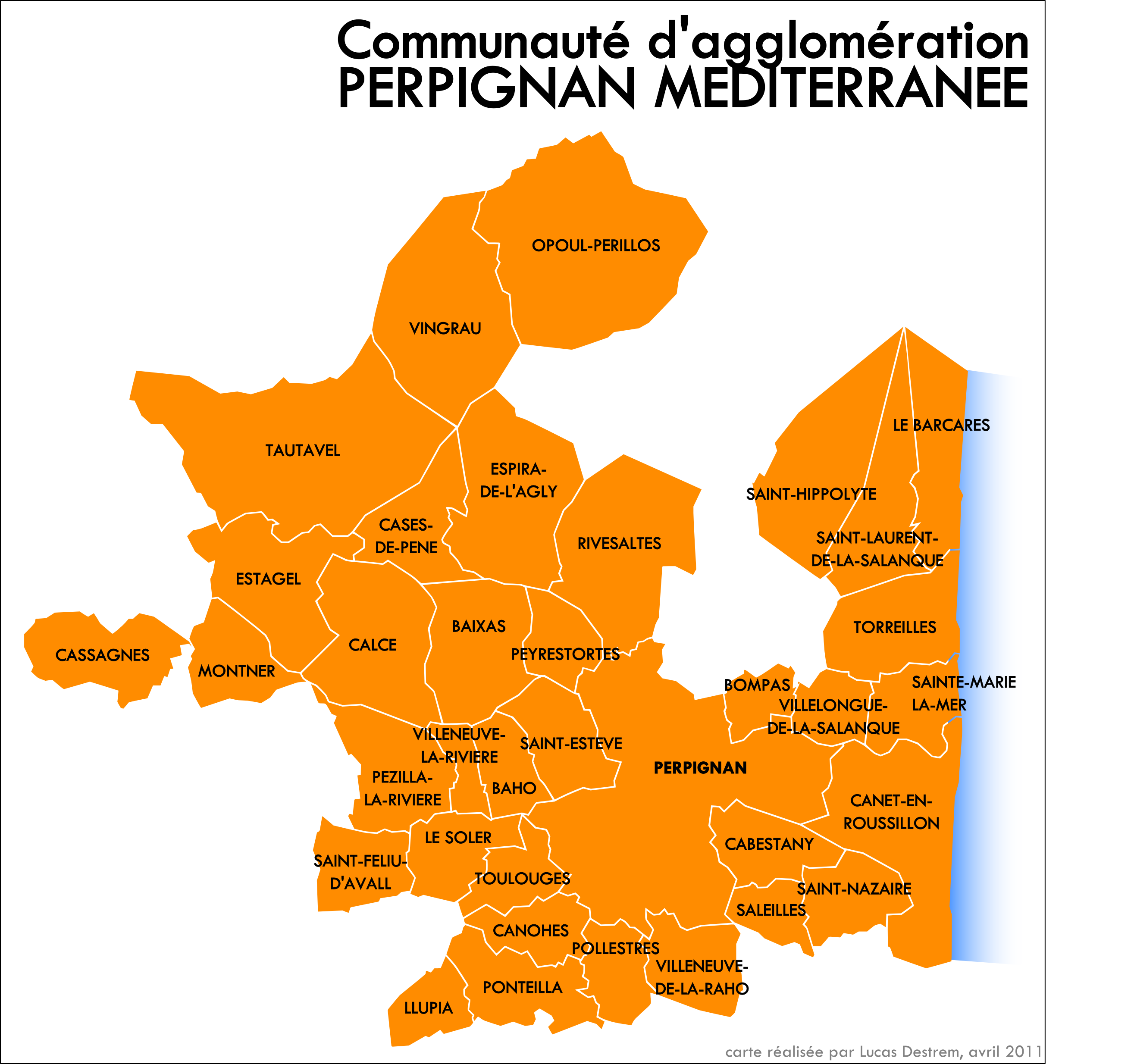
La comunitat des del 2011 amb la incorporació de nous municipis

La Comunitat urbana Perpinyà Mediterrània Metròpoli agrupa els següents municipis:
1. Baixàs
2. Baó
3. El Barcarès
4. Bompàs
5. Cabestany
6. Calce
7. Canet de Rosselló
8. Cànoes
9. Cases de Pena
10. Cassanyes
11. Espirà de l'Aglí
12. Estagell
13. Llupià
14. Montner
15. Òpol i Perellós
16. Paretstortes
17. Perpinyà
18. Pesillà de la Ribera
19. Pollestres
20. Pontellà
21. Ribesaltes
22. Salelles
23. Sant Esteve del Monestir
24. Sant Feliu d'Avall
25. Sant Hipòlit de la Salanca
26. Sant Llorenç de la Salanca
27. Sant Nazari de Rosselló
28. Santa Maria la Mar
29. El Soler
30. Talteüll
31. Toluges
32. Torrelles de la Salanca
33. Vilallonga de la Salanca
34. Vilanova de Raó
35. Vilanova de la Ribera
36. Vingrau

Ara bé, la Comunitat d'aglomeració de Perpinyà-Mediterrània no inclou pas tots els municipis del Rosselló situats a l'àrea metropolitana de Perpinyà la qual, a més, també comprèn:
- Alenyà
- Clairà
- Cornellà del Bèrcol
- Cornellà de la Ribera
- Pià
- Salses
- Tesà

L'aglomeració ocupa part de les subcomarques rossellonenques de la Salanca, la Plana del Rosselló i el Riberal del Tet.

## Mancomunitats municipals a la Catalunya Nord
A la Catalunya del Nord, hi ha, a més, les següents mancomunitats municipals:
1. Mancomunitat municipal de les Alberes
2. Mancomunitat municipal dels Aspres
3. Mancomunitat municipal del Ribesaltes-Aglí-Manadell
4. Mancomunitat municipal del Vallespir
5. Mancomunitat municipal del Rosselló Sud
6. Mancomunitat municipal del Rosselló Conflent
7. Mancomunitat municipal de la Costa Vermella
8. Mancomunitat municipal de l'Alt Vallespir
9. Mancomunitat municipal del sector d'Il·liberis
10. Mancomunitat municipal de la Salanca-Mediterrània
11. Mancomunitat municipal de l'Aglí Fenolleda
12. Mancomunitat municipal de Pirineus Cerdanya
13. Mancomunitat municipal de Capcir Alt Conflent
14. Mancomunitat municipal de Vinçà Canigó
15. Mancomunitat municipal de Canigó-Vall del Cadí

També hi ha municipis que no formen part de cap agrupació supramunicipal.